# Červencová monarchie
Červencová monarchie (francouzsky Monarchie de Juillet), oficiálně Království Francouzů (francouzsky Royaume français) je označení pro Francii resp. Francouzské království v letech 1830–1848. Jediným francouzským panovníkem v tomto období byl Ludvík Filip Orleánský.

## Od bourbonské restaurace k červencové monarchii
Po Napoleonově vypuzení z Francie v roce 1814 Spojenci (Rakouské císařství, Prusko, Rusko a Spojené království) dosadili na prázdný francouzský trůn Ludvíka XVIII. s cílem obnovit starou monarchii. Následující éra je nazývána Restaurací (obnovou), a je charakteristická ostrými reakcemi konzervativců a obnovením moci římskokatolické církve ve Francii.
Konzervativní král Ludvík XVIII. vládl pouze do roku 1824, kdy zemřel. Po jeho smrti a na francouzský (a navarrský) trůn nastupuje jeho bratr, hrabě Artois, jako král Karel X. Ten ale vedl konzervativní politiku opírající se hlavně o klérus a roajalisty. Jeho Ordonance ze Saint-Cloud omezující svobodu tisku a volební právo ho nakonec roku 1830 stály trůn – po červencové revoluci musel chtě nechtě opustit zemi. Karel X. byl poslední Bourbon z hlavní linie na francouzském trůně, po jeho sesazení se stal novým panovníkem Ludvík Filip Orleánský z mladší větve rodu.

## Červencová revoluce
Karel abdikoval ve prospěch svého 10letého vnuka, hraběte de Chambord, a odjel do Anglie. Liberální, buržoazií kontrolovaná Poslanecká sněmovna odmítla potvrdit nástupnictví mladého hraběte, který se měl stát králem Jindřichem V. a místo toho ve volbě bojkotované zástupci konzervativců prohlásila francouzský trůn za prázdný. K moci se tak dostává Ludvík Filip, hrabě Orleánský, z vedlejší linie rodu Bourbonů, vůbec poslední francouzský král.
Král Ludvík Filip to však neměl jednoduché, červencová monarchie velmi připomínala návrat do let Velké francouzské revoluce. Oficiální název státu byl opět změněn na království Francouzů a stejně jako jeho předchůdce Ludvík XVI. (v letech 1791–92) se musel i Ludvík Filip vzdát titulu král francouzský a navarrský a přijmout titul král Francouzů. Ludvík Filip byl jediným králem tzv. červencové monarchie a také posledním faktickým francouzským králem. Jeho nástupem na trůn se také rozdělili francouzští monarchisté na legitimisty a proorleánisty. Nicméně Francie měla konečně svobodu tisku a proces před porotou a od roku 1841 i zákaz dětské práce.

## Revoluce roku 1848 a pád červencové monarchie
V roce 1848, když propukla v Evropě velká revoluce, rozšířila se i do Francie. Od krále se teď odklonily nejen krajní liberálové a vrstvy bez volebního práva. Král Ludvík Filip byl později nucen abdikovat a opustit Francii. Zemřel roku 1850 jako poslední faktický francouzský král.
26. února vyhlásili liberálové druhou francouzskou republiku. Jejím prezidentem byl zvolen Ludvík Napoleon, synovec císaře Napoleona I. Ten se později v roce 1852 nechal zvolit císařem jako Napoleon III.